# Amietophrynus steindachneri
Amietophrynus steindachneri е вид жаба от семейство Крастави жаби (Bufonidae). Видът е незастрашен от изчезване.

## Разпространение
Разпространен е в Демократична република Конго, Етиопия, Камерун, Кения, Нигерия, Сомалия, Танзания, Уганда, Централноафриканска република, Чад и Южен Судан.